# Њу Триполи (Пенсилванија)
Њу Триполи (енгл. New Tripoli) насељено је место без административног статуса у америчкој савезној држави Пенсилванија.

## Демографија
По попису из 2010. године број становника је 898.
| Група             | 2000.    | 2010.       |
| Белци             | 0 (0,0%) | 828 (92,2%) |
| Афроамериканци    | 0 (0,0%) | 15 (1,7%)   |
| Азијати           | 0 (0,0%) | 1 (0,1%)    |
| Хиспаноамериканци | 0 (0,0%) | 47 (5,2%)   |
| Укупно            | 0        | 898         |